# Obří akvárium Hradec Králové
Obří akvárium Hradec Králové je největší sladkovodní akvárium v Česku, celkový objem výstavní nádrže činí 130 000 litrů vody. Bylo založeno Davidem Šmeralem v roce 1998 jako první a dosud jediné akvárium v Česku s návštěvnickým tunelem. Od té doby je vystavováno asi 50 druhů ryb, dále několik druhů ještěrů a pavouků a také řada druhů rostlin, pocházející převážně ze Střední a Jižní Ameriky.
Jedná se o součást tzv. ENVI domu, jehož název je odvozen od anglického slova environment, tedy životní prostředí. Všechny prostory Obřího akvária jsou bezbariérové.

## Vznik Obřího akvária
Projekt Obřího akvária započal v roce 1997. Zakladatel akvária, David Šmeral, vycházel ze svých bohatých zkušeností z cest po Střední a Jižní Americe a při stavbě Obřího akvária si stanovil za cíl jednak odlišit se od jiných světových akvárií, která byla zaměřena výhradně na mořské druhy ryb, a jednak ukázat návštěvníkům druhy sladkovodních ryb žijících ve vodách Střední a Jižní Ameriky, které jsou obtížně vidět i při samotné návštěvě těchto oblastí kvůli velmi špatné průhlednosti vody tamějších řek a jezer.

## Expozice

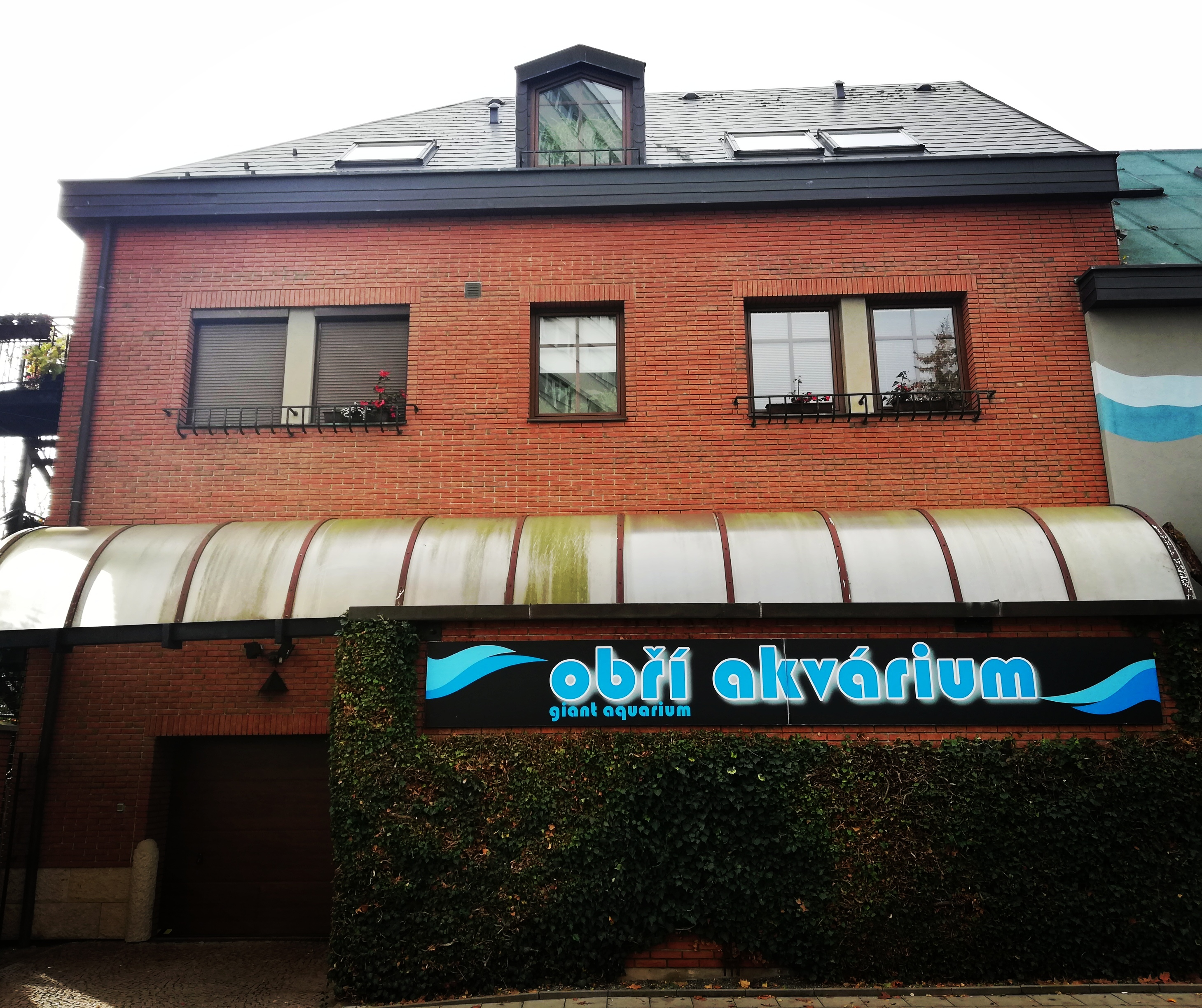
Obří akvárium Hradec Králové

Obří akvárium je přístupné veřejnosti v rámci pravidelných prohlídek. Prohlídka začíná ve výstavní místnosti Ave Natura, kde se nachází stále obměňovaná výstava exponátů neživé přírody z různých částí Země a také výstava středoamerických motýlů.
Ve druhé části prohlídky se nalézá tropický deštný prales s velkou nádrží. Po tropické lávce je možné projít nad hladinou tůně. Návštěvník je obklopen sto padesáti druhy cizokrajných rostlin jako například orchideje, tilandsie, bromélie, popínavé liány, kapradiny, maranty, parožnatky nebo fíkovníky. Dojem deštného pralesa pomáhá navozovat občasný déšť, vysoká vlhkost vzduchu (až 90 %) a umělá mlha. Ve zmenšené napodobenině pralesa jsou také vodopády a pohybují se v ní menší druhy ještěrů (gekoni, felzumy, anolisové) či pavouků, jež pomáhají udržet stabilitu uměle vytvořeného ekosystému deštného pralesa.
Další částí unikátní vodní nádrž s podvodním tunelem, kde má tak návštěvník možnost pozorovat sladkovodní tůni z jejího dna. Žije zde přes 500 kusů a kolem 40 až 50 druhů ryb pocházející ze Střední nebo Jižní Ameriky. Tato hlavní nádrž Obřího akvária je dlouhá 5 metrů, široká 8 metrů a její výška od dna činí 4,8 metrů. Atraktivní pohled jakoby ze dna tůně a zároveň bezpečnost návštěvníků při prohlídce zaručuje tunel z akrylátového skla, které je silné 6,5 centimetrů. Tunel byl na zakázku vyroben v Japonsku. Celá nádrž funguje jako samostatný ekosystém, kde se ryby rozmnožují a vychovávají mláďata.
Místnost „Projekce u rejnoka“ (otevřena v červnu 2000) nabízí videoprojekci přírody na obří obrazovce, přičemž zde také lze pozorovat rejnoky trnuchy skvrnité, piraně a želvu kajmanku dravou.

## Chované druhy
V Obřím akváriu žije kolem 50 druhů ryb. Mezi ty nejvýznamnější patří:
- arowana dvojvousá – největší chovaní živočichové v Obřím akváriu
- cichlida Kelberova
- cichlida ocasooká
- hřebenáč mnohopruhý
- kančík citrónový
- kančík černopasý
- kančík červenohlavý
- kančík dvoupásý
- kančík managujský
- krunýřovec trnitý
- kurimata zelenavá
- piraňa červená
- piraňa černoploutvá
- trnucha skvrnitá
- vrubozubec paví[4]

## Další nabídka
V rámci ENVI domu se dále nachází kavárna Piraňa (otevřena 1999), která je volně přístupná i návštěvníkům, jež nenavštívili akvárium. Zde jsou chovány piraně obecné neboli Natterovy a papoušci (amazoňan oranžovokřídlý). Dále je zde možnost pronajmutí konferenční místnosti, sportoviště, relaxačních večerů přímo v podvodním tunelu či prodejna akvarijních ryb, pomůcek, léčiv a krmiv.